# Crotaphopeltis barotseensis
Espèce
Crotaphopeltis barotseensis est une espèce de serpents de la famille des Colubridae.

## Répartition
Cette espèce se rencontre dans le nord du Botswana et en Zambie, dans le delta de l'Okavango, le long du Kwando jusqu'à la partie supérieure du Zambèze.

## Description
Le spécimen, une femelle adulte, décrit par Broadley mesurait 544 mm dont 74 mm.

## Étymologie
Son nom d'espèce, composé de barotse et du suffixe latin -ensis, « qui vit dans, qui habite », lui a été donné en référence au lieu de sa découverte, le district de Kalabo dans le Barotseland.

## Publication originale
- Broadley, 1968 : A new species of Crotaphopeltis (Serpentes: Colubridae) from Barotseland, Zambia. Fieldiana, Zoology, vol. 51, no 10, p. 135-139 (texte intégral).